# فرودگاه خصوصی اسمیت
فرودگاه خصوصی اسمیت (به انگلیسی: Smith Private Airport) یک فرودگاه خصوصی است که یک باند فرود چمن دارد و طول باند آن ۷۶۲ متر است. این فرودگاه در کشور ایالات متحده آمریکا قرار دارد و در ارتفاع ۵۵ متری از سطح دریا واقع شده است.